# Biblioteca Municipal Professor Nelson Foot
A Biblioteca Municipal Professor Nelson Foot é uma biblioteca na cidade de Jundiaí, inaugurada em 18 de dezembro de 1970, através da lei número 1656, de 11 de dezembro de 1969. A instituição é responsável por oferecer exposições de arte, palestras, oficinas, entre vários tipos de evento.
A princípio, a biblioteca contava com um acervo composto com a colaboração de entidades e cidadãos do município. Mais tarde, após a instituição mudar do seu endereço originário, em 1979, e passar a ocupar todo um prédio tombado pelo CONDEPHAAT, datado de 1896, que também costumava abrigar o Museu Histórico e Cultural de Jundiaí, até 1983, teve o seu acervo e serviços ampliados. Passou a ter setores infanto-juvenil e adulto e, em 1999, foi informatizada, inaugurando uma sala de internet.
Em 2005, a biblioteca foi para a Sala Cecília Meireles, no Complexo Argos, onde ocupou uma área de 2840m² e ficou até 22 de setembro de 2012, quando passou a ocupar o Espaço João Guimarães Rosa.